# عرب الحصار
قرية عرب الحصار هي إحدى القرى التابعة لمركز الصف في محافظة الجيزة في جمهورية مصر العربية. حسب إحصاءات سنة 2006، بلغ إجمالي السكان في عرب الحصار 13371 نسمة، منهم 6710 رجل و6661 امرأة.